# Aletes (syn Hippotesa)
Aletes – postać w mitologii greckiej, syn Hippotesa. Był Heraklidą, prawnukiem Heraklesa (lub według Wellejusza Paterkulusa jego potomkiem w szóstym pokoleniu). 

## Biografia
Podstępem zdobył Korynt, poradziwszy się wyroczni w Dodonie, która powiedziała mu, iż zdobędzie miasto jedynie w dniu, kiedy wszyscy noszą wieńce, a na dodatek tylko wtedy, jeżeli uprzednio dostanie od kogoś bryłkę ziemi korynckiej. Aletes w przebraniu żebraka poprosił jednego z mieszkańców o chleb, ale wyśmiany, otrzymał jedynie grudę ziemi. Miasto zaś zaatakował w dniu święta zmarłych, kiedy tradycja nakazywała wszystkim noszenie wieńców. Bramy miasta otwarła mu córka króla Koryntu, której obiecał małżeństwo. 
Później próbował zdobyć Ateny. Wyrocznia powiedziała, że uda mu się to tylko, jeżeli zachowa przy życiu króla. Ateńczycy, dowiedziawszy się o tym, przekonali swego starego króla Kodrosa, by popełnił samobójstwo, w ten sposób ratując miasto przed podbojem.

## Odniesienia w kulturze
- Strabon, Geografia, VIII, 1,1
- Wellejusz Paterkulus, Historia rzymska, I, 3
- Pauzaniasz, Wędrówka po Helladzie, 2.4.3.
- Pindar, Ody olimpijskie, XIII, w. 17